# Lajos Tihanyi

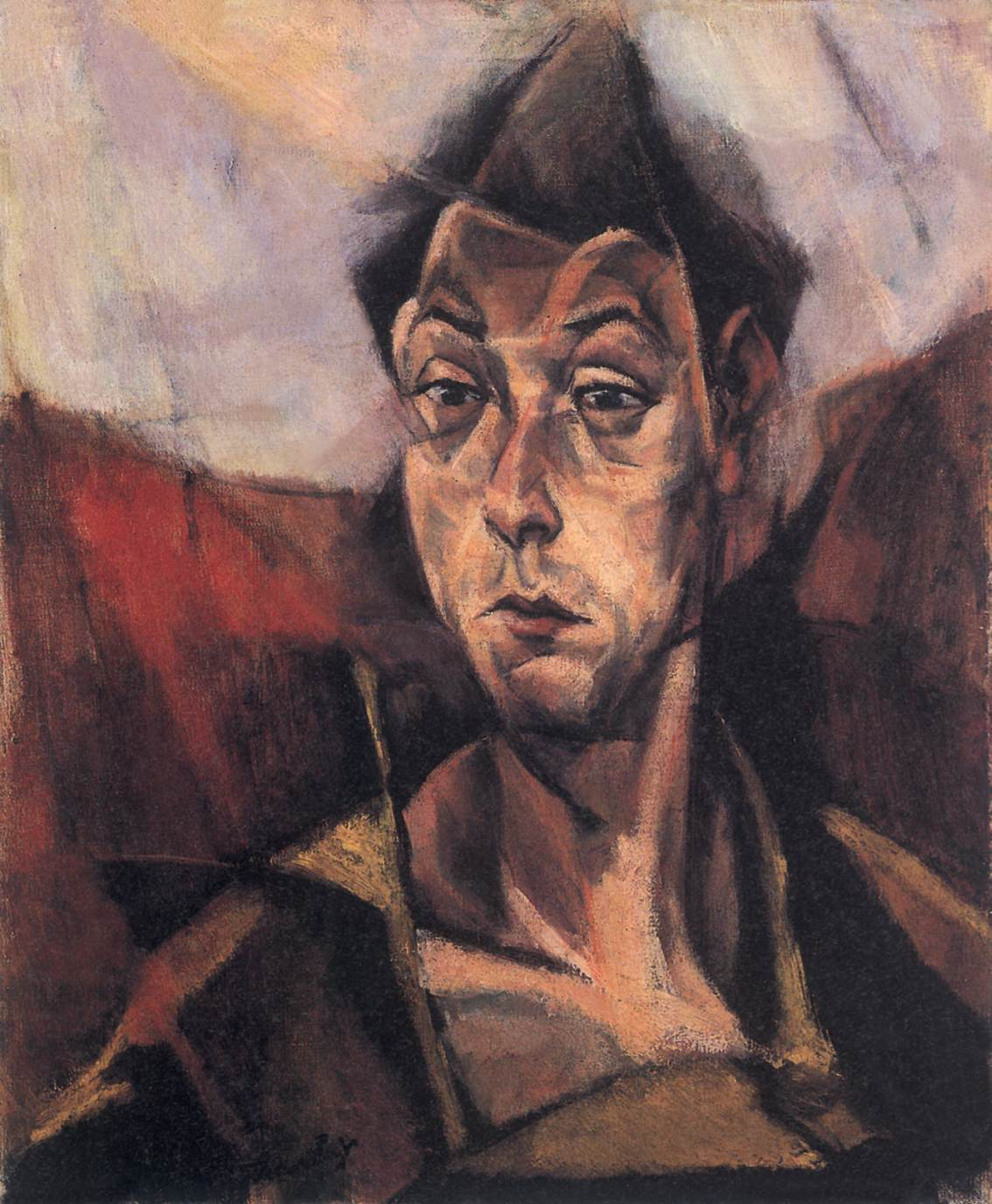
Autorretrato de Lajos Tihanyi (1885-1938).

Lajos Tihanyi (Budapest, 29 de octubre de 1885 - París, 11 de junio de 1938) fue un artista húngaro de importante influencia en el movimiento de vanguardia de su país.
Nació en Budapest y, a los 11 años, quedó sordomudo como consecuencia de una meningitis. Estudió en la Escuela de Artes y Oficios de Budapest y en la escuela libre de Nagybánya.
Durante una estancia en París en 1907 resultó fuertemente influenciado por el arte de Paul Cézanne y el Fovismo.
Fue uno de los fundadores del Grupo de los Ocho y se unió a los MA-ists en 1918. En 1919 emigró primeramente a Viena y posteriormente a Berlín, donde entró en contacto con otros artistas húngaros como Gyorgy Bölöni. En 1923 se instaló de forma definitiva en París, y diez años después se unió al grupo Abstraction-Création.